# Algérie Télécom
 (juillet 2023).
Algérie Télécom (en arabe : إتصالات الجزائر, en tamazight : ⵜⵉⵍⵉⵢⵡⴰⵍⵉⵏ ⵏ ⵍⴻⵣⵣⴰⵢⴻⵔ) est une entreprise publique algérienne de télécommunications créée le 9 avril 2003,, filiale du Groupe Télécom Algérie. 

## Historique

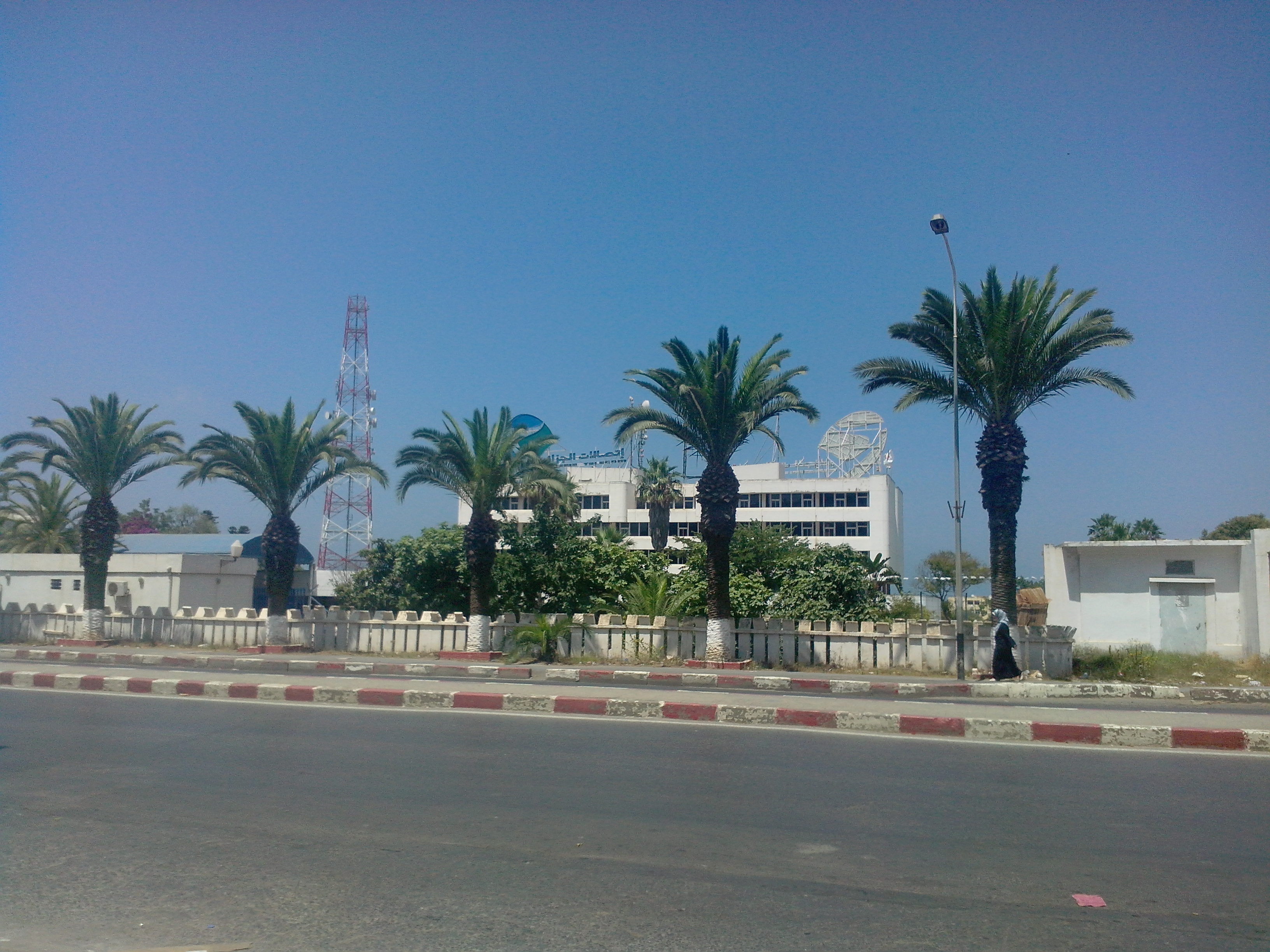
Façade arrière de la Direction générale d'Algérie Télécom, située à Mohammadia

Algérie Télécom est créée le 9 avril 2003 d'une séparation des activités postales et télécommunications des anciens services de PTT. En 2003, Algérie Télécom comptait près de 130 000 abonnés GSM et 1,9 million de clients sur le réseau fixe. Ses activités comprennent la téléphonie fixe, la téléphonie mobile, Internet et les télécommunications par satellite.
Le 30 mars 2014, Algérie Télécom lance sa nouvelle gamme d'offres internet, baptisée « Idoom ADSL », avec des débits allant de 1 à 8 Mbit/s.
Le 28 mai 2014, Algérie Télécom propose la téléphonie fixe en illimité à travers une nouvelle  gamme d'offres, intitulée « Idoom Fixe ».
En 2017, Algérie Télécom devient une filiale du groupe Télécom Algérie, groupe chargé de piloter Algérie Télécom, Mobilis et Algérie Télécom Satellite,.
Le 6 juin 2018, son monopole sur la fourniture d'accès à internet prend fin avec l'ouverture à la concurrence de la boucle locale.
Le 25 avril 2016, Algérie Télécom créé une nouvelle offre ADSL illimité avec un débit allant jusqu'à 20 Mbit/s.
Le 31 juillet 2016, Algérie Télécom  annonce la commercialisation du 1er service VoLTE en Algérie.
En février 2018 Algérie Télécom lance à la technologie FTTH « Fiber To The Home »
Le 21 novembre 2019, Algérie Télécom lance l'application « E-Paiement espace client », pour le rechargement des comptes Idoom et le paiement des factures téléphoniques.
En octobre 2021, Algérie Télécom annonce avoir augmenté le débit d'internet de 2 Mbit/s vers 10 Mbit/s, lequel devient le débit minimum en Algérie.
Le 30 juillet 2022, Algérie Télécom annonce à ses clients (résidentiel et professionnel) le lancement de son Store Virtuel.
En novembre 2022, Algérie Télécom propose une nouvelle offre VDSL, ainsi qu'une nouvelle gamme d’offres FTTH allant jusqu’à 300 Mbit/s. Elle entame aussi l’opération d'augmentation de la capacité de la bande passante internationale de l’Algérie, passant à 7.8 Tbit/s, contre 2.8 Tbit/s en 2021 et 1.5 Tbit/s début 2020.
Le 5 décembre 2022, Algérie Télécom lance son nouveau service de vidéo à la demande « Dzair Play », qui comprend des productions audiovisuelles algériennes.

## Activités

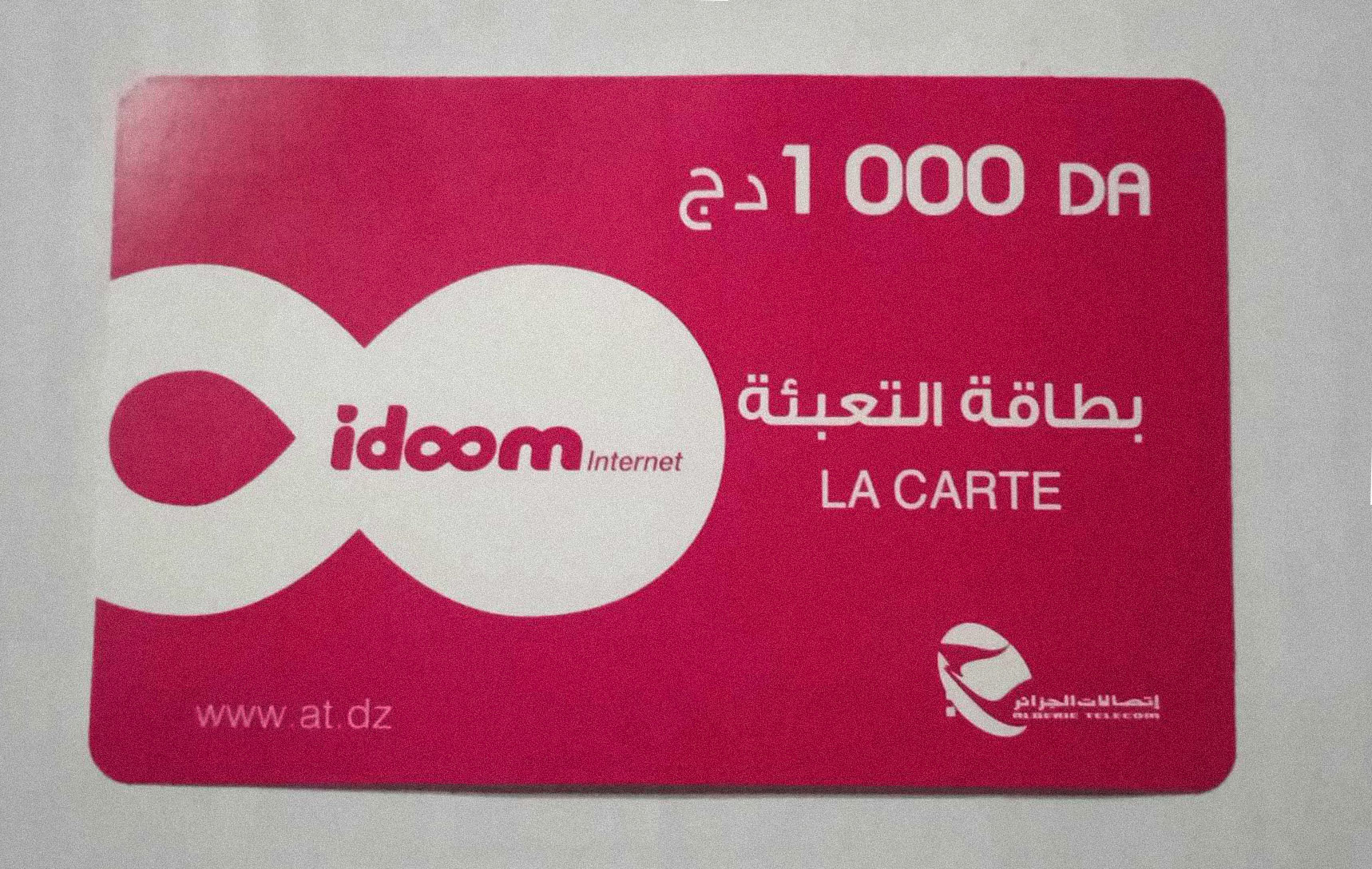
Carte Internet Idoom ADSL 1000 DA (Algérie)

En octobre 2021, Algérie Télécom annonce avoir augmenté le débit d'internet de 2 Mbps vers 10 Mbps, lequel devient le débit minimum en Algérie

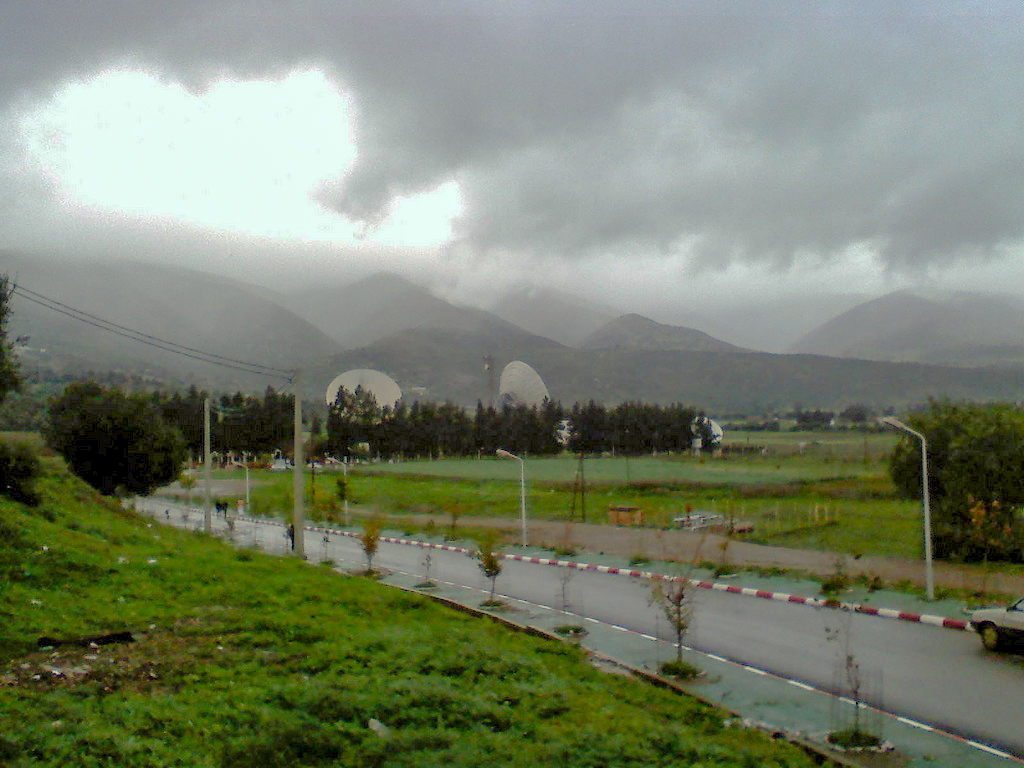
Centre des télécommunications de Lakhdaria, d'où transitent toutes les communications téléphoniques d'Algérie Télécom

Logo du service idoom ADSL

Logo du service idoom Fixe

Le 04-11-2023 Algérie Télécom  atteint un million d'abonnée en FTTH, annoncée par le ministre de la poste et des télécommunications Karim Bibi-Triki
Au 31 décembre 2015, Mobilis comptait plus de 14,3 millions d'abonnés (GSM et 3G).
Le 09 Décembre 2024, Algérie Télécom a fièrement décroché le prestigieux « Quality Choice Prize 2024 », lors du Congrès organisé par l’ESQR (Société Européenne pour la Recherche de la Qualité), qui s'est tenu  dans la salle des conventions de l'hôtel Parkhotel Schönbrunn, ancien palais impérial. Cette distinction fut remise à Algérie Télécom pour la qualité de ses services,, notamment via le déploiement à vive allure de FTTH sur le territoire Algérien.

## Groupe à Filiale
Après la création du Groupe Télécom Algérie, Algérie Télécom est passée du statut groupe à filiale,.

## Direction
La filiale Algérie Télécom est dirigée par :
- Messaoud Chettih (2000-2002)
- Brahim Ouaret (2002-2004)
- Khireddine Slimane (2004-2006)
- Mouloud Djaziri (2006-2008)
- Moussa Benhamadi (2008-2010)
- Mohamed Dabouz (2010-2011)
- Hachmi Belhamdi (2011-2012)
- Azouaou Mahmel (2012-2016)
- Mohamed Sebaâ (avril/novembre 2016)
- Tayeb Kebbal (2016-2017)
- Adel Khemane (2017-2019)[28]
- Mohamed Anouar Benabdelouahad (2019-2020)[29]
- Hamid Bessalah (mars 2020 - septembre 2020)[30]
- Hocine Helouane (septembre 2020 - février 2022)[31].
- Adel Bentoumi (février 2022 -)[32].